# Adaptador Littlejohn

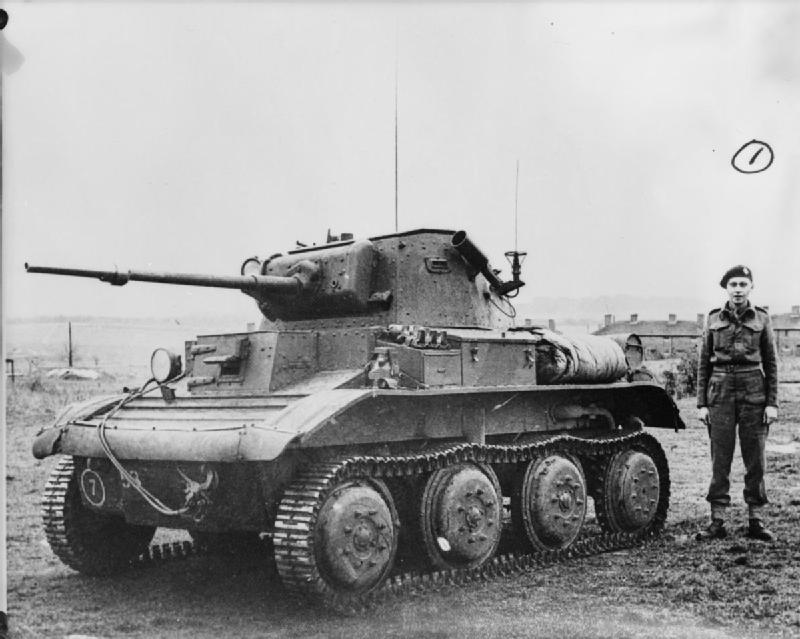
Tanque ligero Mk VII Tetrarch Mk I con el adaptador Littlejohn instalado.

El adaptador Littlejohn era un dispositivo que podía acoplarse al cañón antitanque británico QF de 2 libras (40 mm). Se usó para alargar la vida útil del cañón de 2 libras durante la Segunda Guerra Mundial, al convertirlo en una pieza de artillería reductora perforante. "Littlejohn" surgió de la traducción libre al inglés del apellido de František Janeček, el diseñador y propietario checo de la fábrica que había estado trabajando en el principio del orificio de compresión en la década de 1930 y de su hijo František Karel Janeček, quien había traído sus conocimientos a Gran Bretaña. después de huir de Checoslovaquia ocupada por los alemanes.

## Diseño

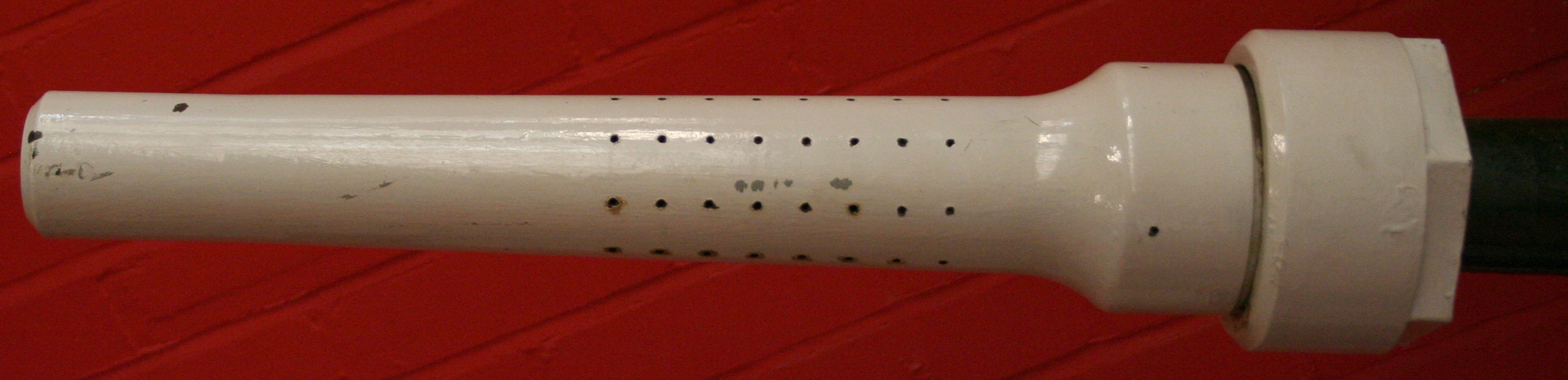
Littlejohn conservado en el Museo del Tanque de Bovington.

El adaptador tiene la forma de un tubo troncocónico que se reduce de diámetro a medida que se acerca a la boca de salida, que se atornillaba a la boca del cañón. Se utilizaba con proyectiles formados con un núcleo duro (de tungsteno) dentro de una camisa de un metal más blando: un diseño compuesto no rígido (APCNR) ideado para perforar blindajes. 
Al disparar, el proyectil recorría la primera parte del ánima del cañón de forma normal, pero al entrar en la porción cónica, el metal más blando y maleable de la camisa exterior se comprimía desde los 40 mm a aproximadamente 30 mm, reduciendo su diámetro. 
Cuando el proyectil salía del adaptador, tenía una sección transversal más pequeña. Junto con la mayor presión de impulsión desarrollada en un orificio de sección transversal decreciente en comparación con uno cilíndrico estándar, el proyectil APCNR, denominado APSV (por el acrónimo del término inglés "armour-piercing super velocity", antiblindaje de súper velocidad), adquiría mayor velocidad y describía una trayectoria más plana. La combinación del adaptador Littlejohn/APCNR le dio al cañón de 2 libras un efecto similar al de la munición APDS convencional utilizada con el cañón QF de 6 libras, mucho más grande y pesado. 
La velocidad de salida de los proyectiles APSV Mark II era de 1143 m/s, en comparación con los 792 m/s de la munición normal de 1,2 kg del tipo APCBC. Los proyectiles relativamente ligeros Mark I APSV eran capaces de penetrar un blindaje de 88 mm de espesor con un ángulo de impacto de 30 grados a una distancia de 450 m.
En 1942, la Artillería de los Estados Unidos probó el adaptador Littlejohn en un intento de desarrollar un adaptador de orificio cónico para el cañón M3 37 mm. Sin embargo, el dispositivo se deformó después de unos pocos disparos.

## Uso
El adaptador se usó principalmente en automóviles blindados británicos, como por ejemplo el Daimler, que había sido diseñado y construido anteriormente a la guerra y que no podía ser equipado con un arma más grande. Siendo un adaptador para un arma existente, se podía retirar para disparar de nuevo proyectiles convencionales. El sistema proporcionaba un mayor efecto antblindaje, pero con algunos inconvenientes en condiciones de combate. Cuando las tripulaciones descubrieron que la munición especial para el 'orificio de compresión' era más efectiva por sí misma que los proyectiles estándar 2pdr AT, incluso cuando no se usaba el adaptador, se convirtió en práctica habitual almacenar los adaptadores en lugar de instalarlos. 
También se instaló experimentalmente la variante antiblindaje en el cañón Vickers S de 40 mm de los cazas Hawker Hurricane IID. Como Anthony G Williams concluye en The Cartridge Researcher, el boletín oficial de la Asociación Europea de Investigación de Munición (febrero de 1999): La combinación de arma/munición no funcionó con la fiabilidad suficiente.
El artículo continúa: Las pruebas en el Lejano Oriente demostraron un alto nivel de precisión, con un promedio del 25% de disparos contra tanques que alcanzaron el objetivo [pero] los ataques con HE fueron dos veces más precisos que con AP, posiblemente porque la balística se parecía más a la de las ametralladoras Browning de .303 in (7,70 mm) utilizadas en la fase de avistamiento. 